# Sarvaš
Sarvaš (en allemand : Sarwasch-Hirschfeld, en hongrois : Drávaszarvas) est une localité de Croatie située dans la municipalité de Osijek, dans le comitat d'Osijek-Baranja, en Slavonie orientale. Au recensement de 2021, elle comptait 1 658 habitants. Elle se trouve administrativement dans la zone de la ville d'Osijek. Sarvaš signifie « cerf » en hongrois.

## Histoire
Un site archéologique scordique à Sarvaš datant de la fin de la culture de La Tène a été excavé dans les années 1970 et 1980 dans le cadre de fouilles de sauvetage dans l'est de la Croatie. Le site archéologique fait partie du réseau d'établissements scordiques de la région de Vinkovci.
Selon le recensement de 1931 du royaume de Yougoslavie, la ville comptait 1 157 Souabes du Danube (la majorité). Ces personnes ont presque toutes été expulsées par le régime communiste de Josip Broz Tito après 1945.
L'église catholique locale a été complètement détruite pendant la guerre d'indépendance. En 2006, l'église est restaurée.